# Andreas von Tiedemann
Andreas von Tiedemann (* 29. Oktober 1956 in Não-Me-Toque, Rio Grande do Sul, Brasilien) ist ein deutscher Agrar- und Umweltwissenschaftler an der Universität Göttingen.

## Leben
Andreas von Tiedemann wurde als Sohn von Hans-Georg von Tiedemann (* 1923), Rittmeister a. D., bekannter Pferde-Züchter (Trakehner) und Marianne Edle und Freiin von Plotho (* 1924) geboren.
Andreas von Tiedemann machte 1975 sein Abitur am Gauß-Gymnasium in Worms. Danach studierte er bis 1981 Agrarwissenschaften in Wien und Göttingen, dort erlangte er 1981 seinen Dipl.-Agraringenieur. Zwischen 1981 und 1985 war er Wissenschaftlicher Mitarbeiter in Geisenheim und Göttingen und wurde 1985 promoviert. Danach war er Akademischer Rat und Hochschulassistent in Göttingen, bis er sich 1993 für Phytomedizin habilitierte. Anschließend war er von 1994 bis 1996 Gastwissenschaftler am Boyce Thompson Institute for Plant Research der Cornell University in Ithaca (City, New York). Einen Lehrstuhl als Professor für Phytomedizin an der Universität Rostock hatte er von 1996 bis 2001 inne. Seit 2001 ist er Professor für Pflanzenpathologie und Pflanzenschutz an der Universität Göttingen.

## Funktionen
- 2001–2019 Herausgeber des Journal of Phytopathology
- 2005–2008 1. Vorsitzender der Deutschen Phytomedizinischen Gesellschaft (DPG)
- 2006–2011 Mitglied DFG-Senatskommission Agrarökologie (Landwirtschaft)

## Ehrungen
- 1996 Adjunct Scientist Award, Boyce Thomson Institute for Plant Research, Ithaca, USA
- 1996 Julius-Kühn-Preis der Deutschen Phytomedizinischen Gesellschaft (DPG)
- 2015 International Plant Protection Award of Distinction
- 2018 Anton-de-Bary-Medaille der Deutschen Phytomedizinischen Gesellschaft (DPG)

## Werke (Auswahl)
- W. J. Manning, A.v. Tiedemann: Climate Change: Effects of increased atmospheric carbon dioxide (CO 2), ozone (O 3), and ultraviolet-B (UV–B) Radiation on plant diseases. In: Environmental Pollution. Band 88, 1995, S. 219–245.
- A.v. Tiedemann: Evidence for a Primary role of active Oxygen species in induction of host cell death during infection of bean leaves with Botrytis cinerea. In: Physiol. Mol. Pl. Pathol. Band 50, 1997, S. 151–166.
- A.v. Tiedemann, K. H. Firsching: Interactive effects of elevated ozone and carbon dioxide on growth and yield of leaf rust infected vs. non-infected wheat. In: Environmental Pollution. Band 108, 2000, S. 357–364.
- K. Zeise, A.v. Tiedemann: Morphological and physiological Differentiation among vegetative compatibility Groups of Verticillium dahliae and V. longisporum. In: J. Phytopathology. Band 149, 2001, S. 469–475.
- Yue-Xuan Wu, A.v. Tiedemann: Light-dependent oxidative stress determines physiological leaf spot Formation in baley. In: Phytopathology. Band 94, 2004, S. 584–592.
- S. Koch, S. Dunker, B. Kleinhenz, M. Röhrig, A.v. Tiedemann: A crop loss-related forecasting model for Sclerotinia stern rot in winter oilseed rape. In: Phytopathology. Band 97, 2007, S. 1184–1196.
- A. Schützendübel, M. Stadler, D. Wallner, A.v. Tiedemann: A hypothesis on physiological alterations during plant ontogenesis governing susceptibility of winter barley to ramularia leaf spot. In: Plant Pathology. Band 57, 2008, S. 518–526.
- C. Eynck, B. Koopmann, P. Karlovsky, A.v. Tiedemann: Internal resistance in winter oilseed rape inhibits systemic spread of the vascular pathogen Verticillium longisporum. In: Phytopathology. Band 99, Nr. 7, 2009, S. 802–811.
- J. Hallmann, A. Quadt-Hallmann, A.v. Tiedemann: Grundwissen Bachelor – Phytomedizin. 2. Auflage. Verlag Eugen Ulmer, Stuttgart 2007, ISBN 978-3-8252-2863-7.